# Jerzy Juriewicz Chodkiewicz
Jerzy Juriewicz Chodkiewicz  herbu własnego (zm. 22 lipca 1595 roku) – krajczy litewski (1588), starosta generalny żmudzki (1590-1595), marszałek Trybunału Głównego Wielkiego Księstwa Litewskiego (1594).
Był synem Jerzego Chodkiewicza kasztelana trockiego (1566), krajczego litewskiego (1555 r.), stolnika litewskiego (1549), starosty bielskiego i jego żony Zofii z książąt Olelkowicz Słuckich. Jego dziadkiem był Aleksander Chodkiewicz (ur. 1457,  zm. 28 maja 1549), koniuszy dworski (1502), marszałek hospodarski (1506), starosta puński, brzeski, knyszyński, wojewoda nowogródzki, dzierżawca wilkiejski, ostryński a babką księżna Wasylisa Hołowczyńska h. Łabędź (zm. 11 maja 1552 r.), c. Jarosława Hołowczyńskiego pochowana w Supraślu.
Jerzy miał siostrę Halszkę Chodkiewiczównę, którą poślubił Wacław Szemet – kasztelan smoleński oraz  brata Hieronima Chodkiewicza (1560-1617) – krajczego, starostę brzeskiego, kasztelana wileńskiego. Rodzina była wyznania prawosławnego.
Wychowany w prawosławiu, zapewne podczas nauki w kolegium jezuickim przeszedł na katolicyzm (podobnie uczynił jego brat), którego stał się gorliwym wyznawcą.
W 1589 roku był sygnatariuszem ratyfikacji traktatu bytomsko-będzińskiego na sejmie pacyfikacyjnym.
W 1594 roku żoną Jerzego została księżna Zofia z Radziwiłłów, córka księcia
Mikołaja Radziwiłła (wojewody nowogródzkiego) (1546-1589) i Zofii Heleny Hlebowicz Połońskiej, kalwinistka. Jezuita Jan Bobola (1557-1604)  napisał na uroczystość weselną wiersz; Z powodu ślubu starosty żmudzkiego, Jerzego Chodkiewicza. W małżeństwie tym urodził się jeden syn Mikołaj zmarły w niemowlęctwie.
Pochowany  został w cerkwi Monasteru Zwiastowania Najświętszej Marii Panny w Supraślu.